# 禮拜站
禮拜站（日语：／ Raihai eki */?）是位於新潟縣柏崎市西山町禮拝395番，東日本旅客鐵道（JR東日本）的越後線車站。
車站名稱取手車站附近的二田物部神社禮拜所。

## 歷史
- 1913年（大正2年）12月16日：越後鐵道西山至石地之間開設此站[1][3]。
- 1927年（昭和2年）10月1日：越後鉄道被國有化，柏崎至白山之間全線隸屬國鐵越後線（後來白山至新潟也編入至越後線）。
- 1961年（昭和36年）10月1日：結束貨物起卸業務。
- 1987年（昭和62年）4月1日：伴隨國鐵分割民營化，車站由東日本旅客鐵道（JR東日本）營運。
- 1992年（平成4年）：現時的車站大樓翻新[1][2]。
- 1993年（平成5年）：成為無人車站。

## 車站構造
車站是一座地面車站，設有1面1線的單式月台。

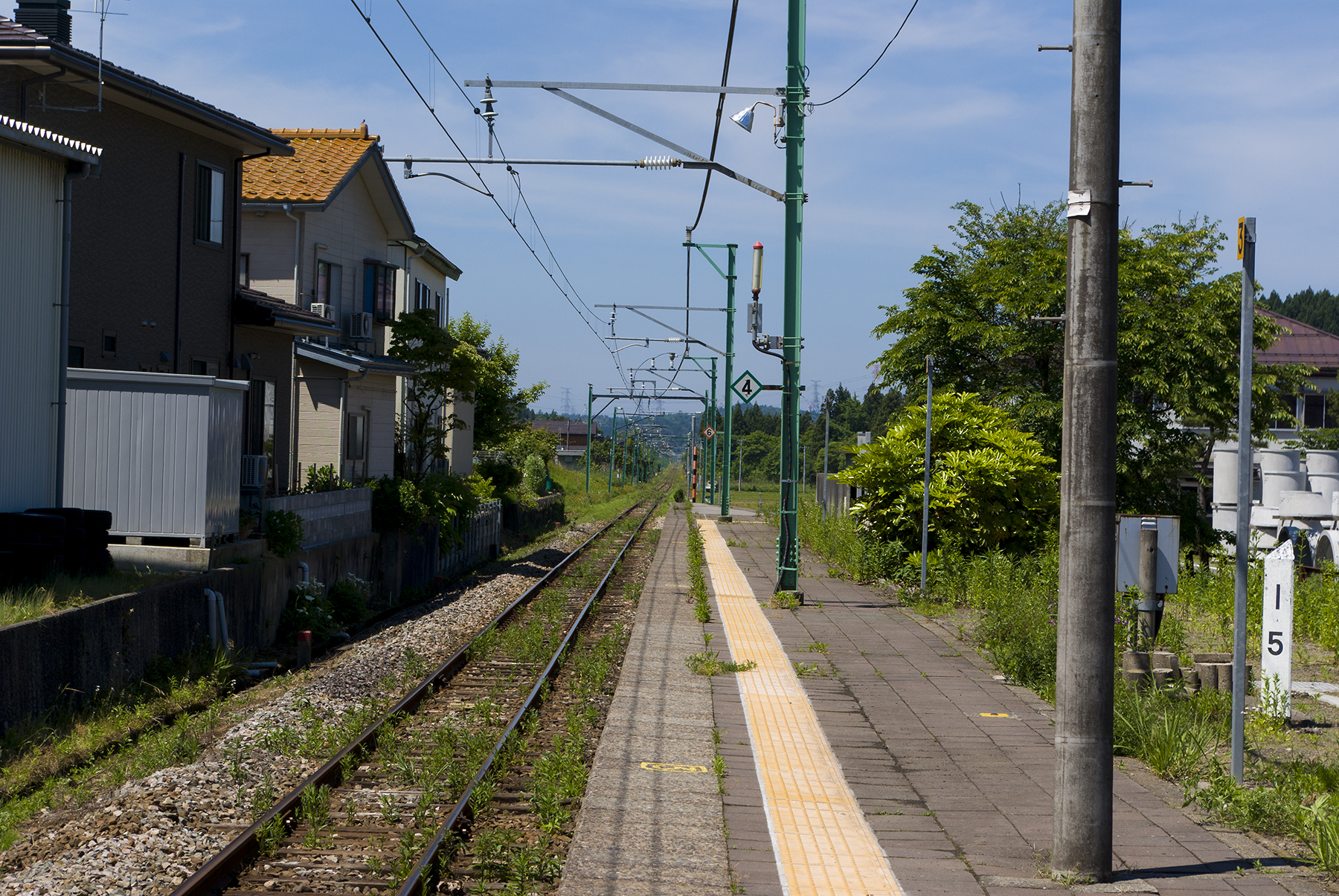
月台（2010年6月6日）

此站是由長岡站管理的無人車站。現時車站內的自動售票機已經撤走，取而代之為設置自動整理券發票機。

## 車站周邊
- 新潟縣道279號椎谷禮拜停車場線（日语：新潟県道279号椎谷礼拝停車場線）
- 新潟縣道574號寺泊西山線
- 新潟縣道393號禮拜長岡線
- 柏崎市西山町事務所（前西山町（日语：西山町）公所）
- 西山町活潑館 （页面存档备份，存于）
- 禮拜郵局
- JA柏崎 西山分店
- 柏崎市立西山中學
- 道之驛西山故鄉公苑（日语：道の駅西山ふるさと公苑）[2]
  - 田中角榮紀念館（步行20分鐘）

## 巴士路線

柏崎區域北邊巴士路線圖

在車站南邊設有越後交通「禮拜」巴士站。另外設有西山町地區有償運送「西山號」的「活潑館前」巴士站。在車站北邊設有「西山號」的「禮拜站前」巴士站。
有關於各路線詳情「柏崎市公共交通地圖PDF」和「越後交通 柏崎地區時間表 （页面存档备份，存于）」、「西山號（柏崎市） （页面存档备份，存于）」。
- 禮拜
  - 前往長岡
  - 經西山、日吉町 前往柏崎站前
- 活潑館前
  - 「西山號」二田、南部線
  - 「西山號」中川、別山線（也停禮拜站前）
  - 「西山號」大田、石地線（部分班次停禮拜站前）

## 相鄰車站
東日本旅客鐵道（JR東日本）
■越後線
西山－禮拜－石地

## 注腳
1. 1 2 3 4 5 6 7 8 9 10 11 12  鐵道友之會新潟分部（監修）. . 新潟日報事業社. 2015-06-30: 96. ISBN 978-4-86132-606-6 （日语）.
2. 1 2 3 4 5 6 7 8  . 週刊朝日百科. 21号 新潟駅・弥彦駅・津南駅ほか. 朝日新聞出版. 2012-12-30: 20 （日语）.
3. 1 2  「軽便鉄道停車場設置」『官報』1913年12月19日（國立國會圖書館數碼化資料）

## 外部連結
- 車站資訊（禮拜）：東日本旅客鐵道（日語）